# Bahnstrecke Brüssel–Namur
| IC auf der Fahrt bei Chastre |                                                                           |                                                                   |                                                                   |
| |                                                                           |                                                                   |                                                                   |
| Streckennummer: | L 161                                                                     |                                                                   |                                                                   |
| Kursbuchstrecke: | 161                                                                       |                                                                   |                                                                   |
| Streckenlänge: | 62 km                                                                     |                                                                   |                                                                   |
| Spurweite: | 1435 mm (Normalspur)                                                      |                                                                   |                                                                   |
| Stromsystem: | 3 kV =                                                                    |                                                                   |                                                                   |
| Streckengeschwindigkeit: | 130 km/h                                                                  |                                                                   |                                                                   |
| Zweigleisigkeit: | durchgehend in Bau separate S-Bahn-Gleise: Etterbeek–Y Louvain-la-N Univ. |                                                                   |                                                                   |
| |                                                                           |                                                                   |                                                                   |
| Betriebsstellen und Bauwerke |                                                                           |                                                                   |                                                                   |
| \| \| \| Linie 50 nach Gent \| \| \| \| \| \| \| \| \| 0,0 \| Schaarbeek/Schaerbeek nach Antwerpen, Löwen und Lüttich \| Schaarbeek/Schaerbeek nach Antwerpen, Löwen und Lüttich \| \| \| \| \| \| \| \| (0,0) \| Bruxelles-Nord/Brussel-Noord \| Bruxelles-Nord/Brussel-Noord \| \| \| (1,9) 0,9 \| Brüsseler Nord-Süd-Verbindungsbahn \| Brüsseler Nord-Süd-Verbindungsbahn \| \| \| \| \| \| \| \| \| ↖ Y Josaphat, Ende Strecke von Br.-Nord Tunnel Josaphat (385 m) \| \| \| \| \| \| \| \| \| 2,3 \| Rue Rogier (früher Bf) \| Rue Rogier (früher Bf) \| \| \| \| Tunnel Deschanel (548 m) \| \| \| \| \| Tunnel Schuman (970 m) \| \| \| \| \| Strecke 161 A von Y Jubelpark/Cinquantenaire \| \| \| \| 4,4 \| Bruxelles-Schuman/Brussel-Schuman \| Bruxelles-Schuman/Brussel-Schuman \| \| \| \| ↖ Metro Brüssel, Linien 1 und 5 \| \| \| \| \| \| \| \| \| 5,1 \| Bruxelles-Luxembourg/ Brussel-Luxemburg \| Bruxelles-Luxembourg/ Brussel-Luxemburg \| \| \| \| \| \| \| \| (3,2) \| Germoir / Mouterij nur L 161 A \| Germoir / Mouterij nur L 161 A \| \| \| 7,4 \| Etterbeek \| Etterbeek \| \| \| \| Strecke 26 nach Vilvoorde \| \| \| \| \| \| \| \| \| \| Strecke 26 nach Halle \| \| \| \| 9,0 \| Watermael/Watermaal \| Watermael/Watermaal \| \| \| 10,5 \| Boitsfoort/Bosvoorde \| Boitsfoort/Bosvoorde \| \| \| \| Regionsgrenze Brüssel-Hauptstadt – Flandern \| \| \| \| \| R0 \| \| \| \| 14,9 \| Groenendaal \| Groenendaal \| \| \| 16,3 \| Hoeilaart \| Hoeilaart \| \| \| \| \| \| \| \| \| Grünbrücke Sonienwald \| \| \| \| \| \| \| \| \| 19,0 \| Regionsgrenze Flandern – Wallonien entlang der Strecke fast bis … \| Regionsgrenze Flandern – Wallonien entlang der Strecke fast bis … \| \| \| \| \| \| \| \| 19,6 \| La Hulpe (niederländisch Terhulpen) \| La Hulpe (niederländisch Terhulpen) \| \| \| 21,7 \| Genval \| Genval \| \| \| 23,4 \| Rixensart \| Rixensart \| \| \| 25,3 \| Profondsart \| Profondsart \| \| \| \| Strecke 139 von Leuven \| \| \| \| 28,3 \| Ottignies \| Ottignies \| \| \| \| Strecke 140 nach Charleroi \| \| \| \| 30,8 \| Y Louvain-La-Neuve-Université \| Y Louvain-La-Neuve-Université \| \| \| \| Louvain-la-Neuve \| \| \| \| 33,6 \| Mont-Saint-Guibert \| Mont-Saint-Guibert \| \| \| 36,2 \| Blanmont \| Blanmont \| \| \| 37,9 \| Chastre \| Chastre \| \| \| 40,4 \| Ernage \| Ernage \| \| \| 43,1 \| Gembloux \| Gembloux \| \| \| \| Strecke 144 nach Jemeppe-sur-Sambre \| \| \| \| 45,9 \| Lonzée \| Lonzée \| \| \| 48,7 \| Beuzet \| Beuzet \| \| \| 50,7 \| Saint-Denis-Bovesse \| Saint-Denis-Bovesse \| \| \| 54,2 \| Rhisnes \| Rhisnes \| \| \| \| A14/E17 \| \| \| \| \| Strecke 130 von Charleroi-Sud \| \| \| \| 60,1 \| Namur \| Namur \| \| \| \| Strecke 125 nach Liège-Guillemins \| \| \| \| \| nach Dinant \| \| \| \| \| nach Luxemburg \| \| |                                                                           |                                                                   |                                                                   |
| |                                                                           | Linie 50 nach Gent                                                |                                                                   |
| |                                                                           |                                                                   |                                                                   |
| Strecke · Bahnhof | 0,0                                                                       | Schaarbeek/Schaerbeek nach Antwerpen, Löwen und Lüttich           | Schaarbeek/Schaerbeek nach Antwerpen, Löwen und Lüttich           |
| |                                                                           |                                                                   |                                                                   |
| Bahnhof · Kreuzung geradeaus unten, links und rechts · Strecke nach rechts | (0,0)                                                                     | Bruxelles-Nord/Brussel-Noord                                      | Bruxelles-Nord/Brussel-Noord                                      |
| Strecke | (1,9) 0,9                                                                 | Brüsseler Nord-Süd-Verbindungsbahn                                | Brüsseler Nord-Süd-Verbindungsbahn                                |
| |                                                                           |                                                                   |                                                                   |
| Tunnel |                                                                           | ↖ Y Josaphat, Ende Strecke von Br.-Nord Tunnel Josaphat (385 m)   | ↖ Y Josaphat, Ende Strecke von Br.-Nord Tunnel Josaphat (385 m)   |
| |                                                                           |                                                                   |                                                                   |
| Überleitstelle / Spurwechsel | 2,3                                                                       | Rue Rogier (früher Bf)                                            | Rue Rogier (früher Bf)                                            |
| Tunnel |                                                                           | Tunnel Deschanel (548 m)                                          | Tunnel Deschanel (548 m)                                          |
| Tunnelanfang |                                                                           | Tunnel Schuman (970 m)                                            | Tunnel Schuman (970 m)                                            |
| |                                                                           | Strecke 161 A von Y Jubelpark/Cinquantenaire                      |                                                                   |
| Turmbahnhof mit Tunnelstrecke | 4,4                                                                       | Bruxelles-Schuman/Brussel-Schuman                                 | Bruxelles-Schuman/Brussel-Schuman                                 |
| Strecke geradeaus |                                                                           | ↖ Metro Brüssel, Linien 1 und 5                                   | ↖ Metro Brüssel, Linien 1 und 5                                   |
| |                                                                           |                                                                   |                                                                   |
| Bahnhof Streckenanfang und Streckenende | 5,1                                                                       | Bruxelles-Luxembourg/ Brussel-Luxemburg                           | Bruxelles-Luxembourg/ Brussel-Luxemburg                           |
| |                                                                           |                                                                   |                                                                   |
| Strecke | (3,2)                                                                     | Germoir / Mouterij nur L 161 A                                    | Germoir / Mouterij nur L 161 A                                    |
| Bahnhof | 7,4                                                                       | Etterbeek                                                         | Etterbeek                                                         |
| Strecke · Abzweig geradeaus, nach links und von links |                                                                           | Strecke 26 nach Vilvoorde                                         | Strecke 26 nach Vilvoorde                                         |
| |                                                                           |                                                                   |                                                                   |
| Strecke nach rechts und nach rechts |                                                                           | Strecke 26 nach Halle                                             | Strecke 26 nach Halle                                             |
| Haltepunkt / Haltestelle, ehemaliger Bahnhof | 9,0                                                                       | Watermael/Watermaal                                               | Watermael/Watermaal                                               |
| Haltepunkt / Haltestelle Streckenanfang und Streckenende (im Tunnel) | 10,5                                                                      | Boitsfoort/Bosvoorde                                              | Boitsfoort/Bosvoorde                                              |
| Grenze |                                                                           | Regionsgrenze Brüssel-Hauptstadt – Flandern                       | Regionsgrenze Brüssel-Hauptstadt – Flandern                       |
| Brücke |                                                                           | R0                                                                | R0                                                                |
| Haltepunkt / Haltestelle, ehemaliger Bahnhof | 14,9                                                                      | Groenendaal                                                       | Groenendaal                                                       |
| Haltepunkt / Haltestelle | 16,3                                                                      | Hoeilaart                                                         | Hoeilaart                                                         |
| Überleitstelle / Spurwechsel |                                                                           |                                                                   |                                                                   |
| Strecke mit Straßenbrücke |                                                                           | Grünbrücke Sonienwald                                             | Grünbrücke Sonienwald                                             |
| |                                                                           |                                                                   |                                                                   |
| Grenze | 19,0                                                                      | Regionsgrenze Flandern – Wallonien entlang der Strecke fast bis … | Regionsgrenze Flandern – Wallonien entlang der Strecke fast bis … |
| |                                                                           |                                                                   |                                                                   |
| Haltepunkt / Haltestelle, ehemaliger Bahnhof | 19,6                                                                      | La Hulpe (niederländisch Terhulpen)                               | La Hulpe (niederländisch Terhulpen)                               |
| Haltepunkt / Haltestelle, ehemaliger Bahnhof | 21,7                                                                      | Genval                                                            | Genval                                                            |
| Haltepunkt / Haltestelle | 23,4                                                                      | Rixensart                                                         | Rixensart                                                         |
| Haltepunkt / Haltestelle | 25,3                                                                      | Profondsart                                                       | Profondsart                                                       |
| Abzweig geradeaus und von links |                                                                           | Strecke 139 von Leuven                                            | Strecke 139 von Leuven                                            |
| Bahnhof | 28,3                                                                      | Ottignies                                                         | Ottignies                                                         |
| Abzweig geradeaus und nach rechts |                                                                           | Strecke 140 nach Charleroi                                        | Strecke 140 nach Charleroi                                        |
| Blockstelle | 30,8                                                                      | Y Louvain-La-Neuve-Université                                     | Y Louvain-La-Neuve-Université                                     |
| Abzweig geradeaus und nach links · Kopfbahnhof Streckenende und quer |                                                                           | Louvain-la-Neuve                                                  | Louvain-la-Neuve                                                  |
| Bahnhof | 33,6                                                                      | Mont-Saint-Guibert                                                | Mont-Saint-Guibert                                                |
| Haltepunkt / Haltestelle | 36,2                                                                      | Blanmont                                                          | Blanmont                                                          |
| Haltepunkt / Haltestelle | 37,9                                                                      | Chastre                                                           | Chastre                                                           |
| Haltepunkt / Haltestelle | 40,4                                                                      | Ernage                                                            | Ernage                                                            |
| Bahnhof | 43,1                                                                      | Gembloux                                                          | Gembloux                                                          |
| Abzweig geradeaus und nach rechts |                                                                           | Strecke 144 nach Jemeppe-sur-Sambre                               | Strecke 144 nach Jemeppe-sur-Sambre                               |
| Haltepunkt / Haltestelle | 45,9                                                                      | Lonzée                                                            | Lonzée                                                            |
| Haltepunkt / Haltestelle | 48,7                                                                      | Beuzet                                                            | Beuzet                                                            |
| Haltepunkt / Haltestelle | 50,7                                                                      | Saint-Denis-Bovesse                                               | Saint-Denis-Bovesse                                               |
| Haltepunkt / Haltestelle | 54,2                                                                      | Rhisnes                                                           | Rhisnes                                                           |
| Strecke mit Straßenbrücke |                                                                           | A14/E17                                                           | A14/E17                                                           |
| Strecke von rechts · Strecke |                                                                           | Strecke 130 von Charleroi-Sud                                     | Strecke 130 von Charleroi-Sud                                     |
| Bahnhof · Bahnhof | 60,1                                                                      | Namur                                                             | Namur                                                             |
| Abzweig geradeaus und nach links · Kreuzung geradeaus oben |                                                                           | Strecke 125 nach Liège-Guillemins                                 | Strecke 125 nach Liège-Guillemins                                 |
| Strecke nach rechts · Strecke |                                                                           | nach Dinant                                                       | nach Dinant                                                       |
| |                                                                           | nach Luxemburg                                                    |                                                                   |

Die Bahnstrecke Brüssel – Namur verbindet den Brüsseler Agglomerationsraum über Etterbeek, Ottignies-Louvain-la-Neuve und Gembloux mit dem Namurer Agglomerationsraum an der Maas. Die 62 km lange, zweigleisige Hauptstrecke ist zusammen mit der Bahnstrecke Namur–Luxemburg Teil der internationalen Verbindung Brüssel – Luxemburg. Im Rahmen des EU-Verkehrsprojektes Eurocaprail erfolgt ein Ausbau beider Strecke für Fahrten mit einer Höchstgeschwindigkeit von 160 km/h.
Überregional stellt sie zusammen mit der Bahnstrecke Namur – Luxemburg einen Teil einer Nordwest-Südost-Achse dar, welche sich von den Niederlanden im Norden über Belgien und die SaarLorLux-Region in die Schweiz und nach Italien im Süden erstreckt.

## Betrieb und Geschichte
Die durch die "Compagnie du Grand-Luxembourg" gebaute Bahnstrecke wurde in mehreren Teilabschnitten eröffnet:
- 12. August 1854: Brussel-Luxemburg – Terhulpen
- 9. Juni 1855: Terhulpen – Gembloux
- 10. September 1855: Gembloux – Rhisnes
- 14. April 1856: Rhisnes – Namur

Der ursprüngliche Kopfbahnhof Brussel-Luxemburg wurde bis zum 23. Oktober 1856 mit dem Bahnhof Brussel-Noord verbunden, eine Verbindung vom Nordbahnhof zum Bahnhof Schaerbeek/Schaarbeek erfolgte bis zum 25. September 1874.
1873 wurde die "Compagnie du Grand-Luxembourg" durch die SNCB übernommen, zwischen 1872 und 1876 wurde die Strecke zweigleisig ausgebaut. Bis zum 14. Januar 1956 wurde die Bahnstrecke zwischen Brussel-Noord und Ottignies elektrifiziert (3 kV). Ein halbes Jahr später, zum 30. September 1956, wurde auch die Bahnstrecke zwischen Ottignies und Namur elektrifiziert.

### S-Bahn Brüssel
Im Rahmen des Ausbaus der S-Bahn-Brüssel wurde der Bahnhof Schuman (ursprünglich: Rue de la Loi) zu einem Keilbahnhof: hier mündet jetzt durch einen zweiten Tunnel vom Jubelpark (Cinquantenaire) her eine Direktverbindung des EU-Viertels zum Flughafen ein, und auch der Übergang zur Metro wurde vereinfacht. Von hier an bis zur Ausfädelung Richtung Louvain-la-Neuve, Endstation der Linie 8, erhält die Strecke vier Gleise, aber sowohl Umweltaspekte (der Ausbau soll die Zerschneidung des Sonienwaldes nicht verstärken) als auch Finanzierungsprobleme und die Pandemie haben zu Verzögerungen geführt, so dass man im September 2022 mit einer vollständigen Inbetriebnahme des dritten und vierten Gleises zwischen Watermael und Ottignies Ende 2026 rechnet. Der Bahnhof Ottignies wird ebenfalls umgebaut, hier rechnet man mit der Fertigstellung 2029 oder 2030.

### Zugverbindungen
- Intercity (J, M, beide Linien im Stundentakt):
  - Brüssel – Namur – Luxemburg
  - Brüssel – Namur – Dinant / Lüttich – Liers

- InterRegio (l):
  - Binche – Brüssel – Ottignies – Louvain-la-Neuve-Université

- S-Bahn Brüssel, Linie 8
  - Brüssel – Ottignies – Louvain-la-Neuve-Université

- L-Trein:
  - Ottignies – Namur
  - Leuven – Ottignies – Louvain-la-Neuve-Université